# Tillandsia 'Nashville'
Tillandsia Nashville' es un  cultivar híbrido del género Tillandsia perteneciente a la familia  Bromeliaceae.
Es un híbrido creado en el año 1982 con la especie Tillandsia tricolor × Tillandsia brachycaulos.